# حيز بكتيري دقيق

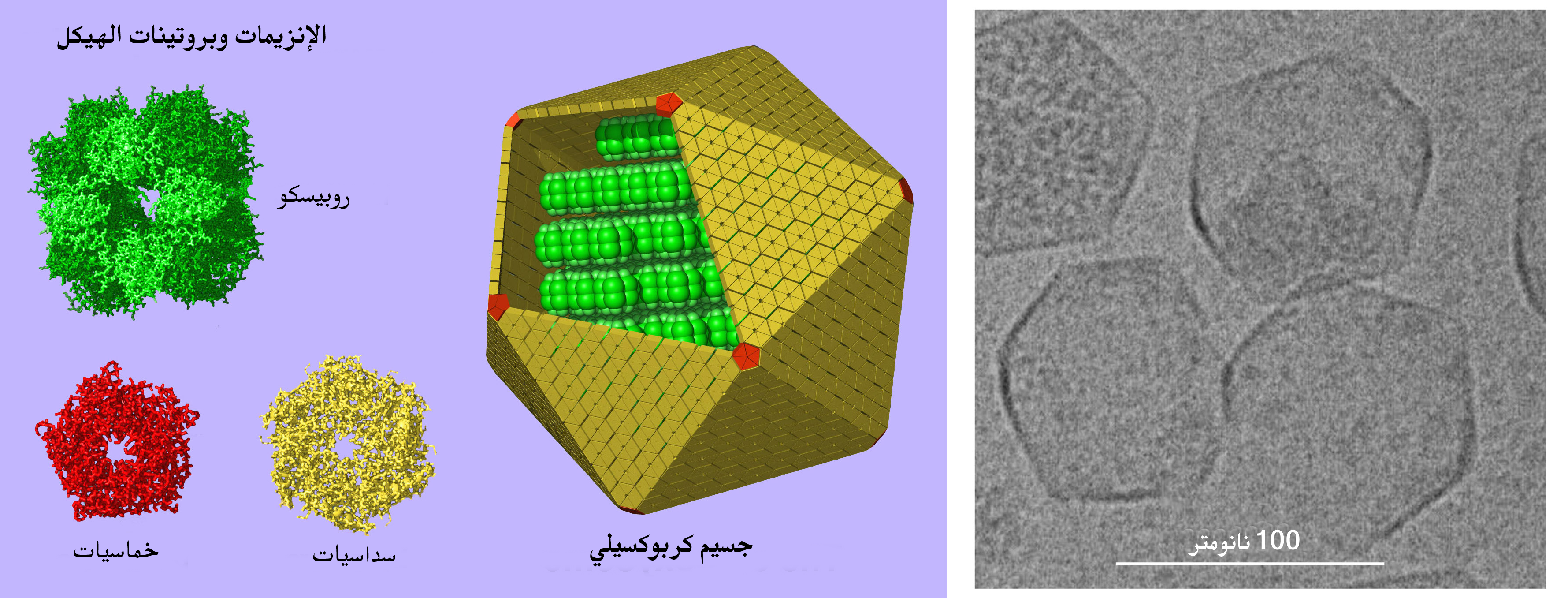
الجسيمات الكربوكسيلية هي بروتينات مُغلِفة للحيز البكتيري الدقيق ضمن العُصارة الخلوية. على اليمين تظهر صورة مجهر إلكتروني للجسيمات الكربوكسيلية، وعلى اليسار نموذج لهيكلها.

الحيز البكتيري الدقيق (بالإنجليزية: Bacterial microcompartment)‏ ويُدعى اختصارًا BMC، هي عضيات خلوية تتكون من قشرة بروتينية تُغلف الإنزيمات والبروتينات الأخرى. يبلغ قطرها حوالي 40-200 نانومتر وتتكون بشكلٍ كامل من البروتينات. تعمل القشرة وظيفة مُشابهة للغشاء، حيثُ تعمل كنفاذية انتقائية.